# Lodewijk van Hessen-Darmstadt

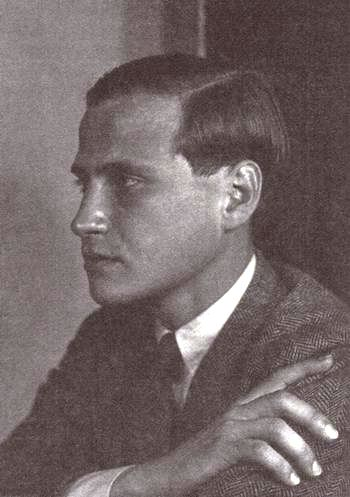
Lodewijk van Hessen-Darmstadt

Lodewijk Hermann Alexander Clodewick van Hessen-Darmstadt (Darmstadt, 20 november 1908 - Frankfurt am Main, 30 mei 1968) was een prins van Hessen en aan de Rijn.
Hij was de jongste zoon uit het tweede huwelijk van groothertog Ernst Lodewijk van Hessen-Darmstadt met Eleonore van Solms-Hohensolms-Lich.
Lodewijk groeide op in Langen (Hessen) en legde zich, na de middelbare school toe op de diplomatieke dienst. In de tijd dat hij werkzaam was bij de Duitse ambassade in Londen, leerde hij Margaret Geddes, dochter van de Britse diplomaat Auckland Geddes, eerste Baron Geddes, kennen. Het paar verloofde zich en het huwelijk werd vastgesteld op 17 november 1937.
Daags daarvoor vertrokken zijn oudere broer George, met diens vrouw Cecilia en hun twee zoons alsmede zijn moeder, de groothertogin Eleonore, die een maand daarvoor weduwe geworden was, per vliegtuig vanuit Keulen naar Londen. Het toestel raakte verzeild in noodweer en stortte nabij Oostende neer. Alle inzittenden kwamen om het leven. Het huwelijk werd uitgesteld, maar - na de begrafenis - wel voltrokken, waarbij de bruid geheel in het zwart gekleed was. Lodewijk en Margaret adopteerden het enige kind van zijn oudere broer, die de vliegramp overleefde: Johanna. Het meisje overleed evenwel twee jaar later aan de gevolgen van een hersenvliesontsteking.
Het huwelijk van Lodewijk bleef overigens kinderloos. Lodewijks weduwe adopteerde daarop Lodewijks neef, Maurits, uit de linie Hessen-Rumpenheim, die, tot zijn overlijden in 2013, het hoofd werd van het Huis Hessen.